# 뱅드림! 필름 라이브
《뱅드림! 필름 라이브》(영어: BanG Dream! Film Live)는 2019년 9월에 개봉한 일본의 판타지, 음악, 애니메이션 영화이다.
 우메츠 토모미가 감독을 나카무라 코우가 각본을 맡았다.
 일본은 2019년 9월 13일에 대한민국은 2019년 9월 26일에 개봉되었다.

## 줄거리
5명의 여고생으로 구성된 밴드 5팀(Poppin'Party, Afterglow, Pastel*Palettes, Roselia, Hello Happyworld)의 라이브 공연.

## 출연진

### Poppin'Party
- 아이미 - 토야마 카스미 목소리 역-노래 기타
- 오오츠카 사에 - 하나조노 타에 목소리 역-기타
- 니시모토 리미 - 우시고메 리미 목소리 역-베이스
- 오오하시 아야카 - 야마부키 사아야 목소리 역-드럼
- 이토 아야사 - 이치가야 아리사 목소리 역-키보드

### Afterglow
- 사쿠라 아야네 - 미타케 란 목소리 역-노래,기타
- 미사와 사치카 - 아오바 모카 목소리 역-기타,노래
- 카토 에미리 - 우에하라 히마리 목소리 역-베이스,노래
- 히카사 요코 - 우다가와 토모에 목소리 역-드럼
- 카네모토 히사코 - 하자와 츠구미 목소리 역-키보드

### Pastel*Palettes
- 마에시마 아미 - 마루야마 아야 목소리 역-노래
- 오자와 아리 - 히카와 히나 목소리 역-기타
- 우에사카 스미레 - 시라사기 치사토 목소리 역-베이스
- 나카가미 이쿠미 - 야마토 마야 목소리 역-드럼
- 하타 사와코 - 와카미야 이브 목소리 역-키보드

### Roselia
- 아이바 아이나 - 미나토 유키나 목소리 역-노래
- 쿠도 하루카 - 히카와 사요 목소리 역-기타
- 나카시마 유키 - 이마이 리사 목소리 역-베이스
- 사쿠라가와 메구 - 우다가와 아코 목소리 역-드럼
- 시자키 카논 - 시로카네 린코 목소리 역-키보드

### Hello Happyworld
- 이토 미쿠 - 츠루마키 코코로 목소리 역-노래
- 타도코로 아즈사 - 세타 카오루 목소리 역-기타
- 요시다 유리 - 키타자와 하구미 목소리 역-베이스
- 토요타 모에 - 마츠바라 카논 목소리 역-드럼
- 쿠로사와 토모요 - 미셸 / 오쿠사와 미사키 목소리 역-DJ

## 제작진
- 원작: 부시로드
- 제작 총 지휘: 키타니 타카아키
- 기획 프로듀서: 마츠우라 히로아키
- 스토리 원안:나카무라 코우
- 감독: 우메츠 토모미
- 캐릭터 원안: 히토와, Craft Egg
- 캐릭터 디자인: 우에타 카즈유키
- CG 슈퍼바이저: 미무라 아츠시
- 모델링 디렉터: 타케우치 야스히사
- 리깅 디렉터: 야시로 나츠코
- 색체 설계: 키타가와 준코
- 촬영 감독: 이노우에 마리
- 미술 감독: 오카모토 아야노
- 음악 감독: 이이다 사토키
- 음악 프로듀서: 아게마츠 노라야스, 후지타 준페이
- 애니메이션 제작: 산지겐
- 제작: 부시로드, Craft Egg, 부시로드 크리에이티브, 부시로드 미디어, Tokyo MX, 굿 스마일 컴퍼니, 울트라 슈퍼 칙퍼스, 호리프로 인터내셔널
- 배급: 부시로드, (주)애니플러스